# Héma-Québec
Pour les articles homonymes, voir Héma.
Héma-Québec est un organisme sans but lucratif qui fournit aux hôpitaux québécois des composants et substituts sanguins, des tissus humains et du sang de cordon. Héma-Québec a été constituée comme société à but non lucratif le 26 mars 1998. Elle a été par la suite encadrée par une loi spéciale, la loi 438, entérinée à l'Assemblée nationale le 20 juin 1998, afin de prendre la relève de la Société canadienne de la Croix-Rouge qui s'est retirée du système de gestion du sang à la suite de l'affaire du sang contaminé.
En tant que fournisseur de produits sanguins, Héma-Québec planifie l’approvisionnement, qualifie les dons, transforme les produits sanguins et les distribue aux hôpitaux. En 2012-2013, Héma-Québec a fourni aux hôpitaux plus de 500 000 produits sanguins labiles pour répondre aux besoins des malades et plus de 340 000 produits sanguins stables.
Depuis décembre 2022, Héma-Québec permet aux hommes ayant des relations sexuelles avec d'autres homme de donner du sang, sans devoir s'abstenir pendant une période de trois mois.

## Centre de donneurs de plasma - Plasmavie
En novembre 2013, le premier salon Plasmavie spécialisé dans la collecte de plasma a ouvert ses portes à Trois-Rivières. Depuis, Héma-Québec a également ouvert des centres Plasmavie dans les villes de Sherbrooke, Gatineau et Saguenay. Les centres de donneur de Saguenay et Gatineau possèdent également un espace destiné au don de sang total. Les dons de plasma faits dans un centre Plasmavie se font par aphérèse.
Le plasma récolté dans ces centres de donneurs est utilisé pour la fabrication de médicaments comme les immunoglobulines qui sont utilisées par exemple chez les patients ayant des systèmes immunitaires déficients.
Sous la gestion d'Héma-Québec, le plasma récolté dans les salons Plasmavie est fractionné et transformé en médicaments qui sont par la suite vendus aux hôpitaux du Québec sous le même principe que les produits sanguins normaux.
Héma-Québec participera à une étude internationale sur un traitement expérimental qui consiste à injecter plasma avec des anticorps de patients guéris de la COVID-19 à ceux qui sont encore infectés.

## Tissus humains
Héma-Québec sensibilise la population et les intervenants dans les hôpitaux à l’importance de référer les donneurs décédés pour le prélèvement des tissus humains incluant les cornées. Héma-Québec prélève également les tissus, les transforme et les distribue aux hôpitaux. Pour s'assurer du consentement des dons de tissus, la Régie de l'Assurance Maladie du Québec envoie un formulaire de consentement au don d'organes et de tissus avec l'avis de renouvellement de la carte d'assurance maladie.

## Banque de sang de cordon
Héma-Québec gère la seule banque publique de sang de cordon au Québec. Héma-Québec recrute les mères donneuses de sang de cordon, forme des équipes d’accoucheurs, qualifie les sangs de cordon, les transforme et les entrepose. Pour pouvoir donner du sang de cordon pour Héma-Québec, il faut être en santé, avoir 18 ou plus et être enceinte d'un seul bébé (pas de jumeau).

## Banque de lait maternel
Depuis le printemps 2014, Héma-Québec distribue également du lait maternel aux mères de bébés prématurés qui sont incapables d’allaiter leur bébé. Héma-Québec gère la seule banque publique de lait maternel au Québec. Environ le tiers des mères qui accouchent prématurément ont de la difficulté à maintenir une production de lait suffisante pour leur enfant. Il arrive que la mère soit malade ou sous médication ce qui l'empêche d'allaiter. Pour pouvoir donner du lait maternel, il faut être en santé, avoir un bébé qui n'a pas plus de 12 mois, allaiter votre bébé et avoir un surplus de lait et être non-fumeurs.

## Conseil d’administration et comités
Le conseil d'administration d’Héma-Québec est composé de représentants des bénévoles du don de sang, des médecins transfuseurs dans les hôpitaux, des administrations hospitalières, de la santé publique, du milieu de la recherche, du milieu des affaires et des receveurs ainsi que de la présidente et cheffe de la direction Nathalie Fagnan. Les membres du conseil d’administration – à l’exception du président et chef de la direction – sont nommés par le gouvernement du Québec après consultation auprès des différentes instances représentant les intervenants de la chaîne transfusionnelle. Le président et chef de la direction est nommé par le conseil d’administration d’Héma-Québec. Le conseil d'administration reçoit les recommandations de trois comités consultatifs :
- Le comité consultatif de la sécurité;
- Le comité consultatif scientifique et médical;
- Le comité des représentants des receveurs.

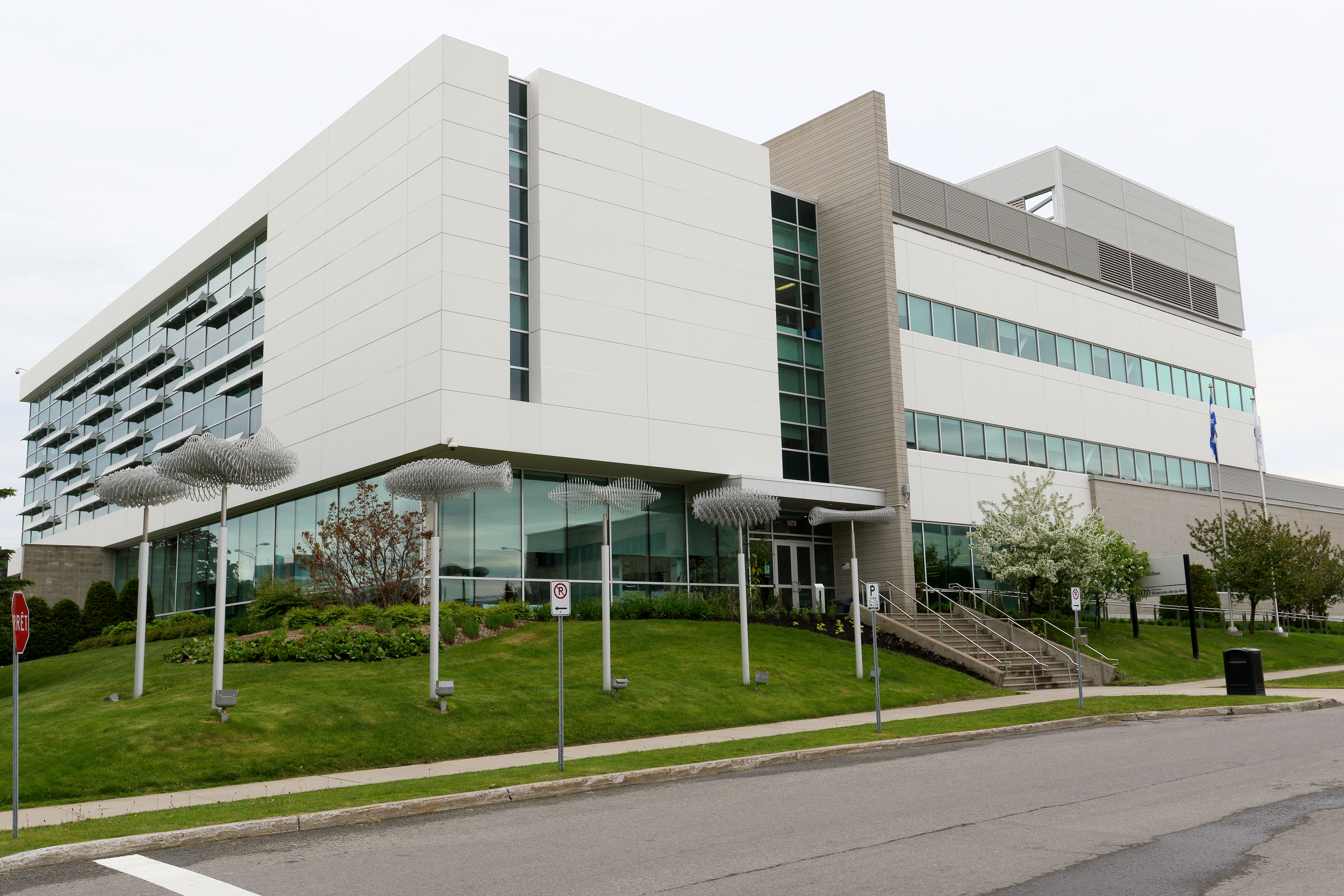
Établissement de Québec
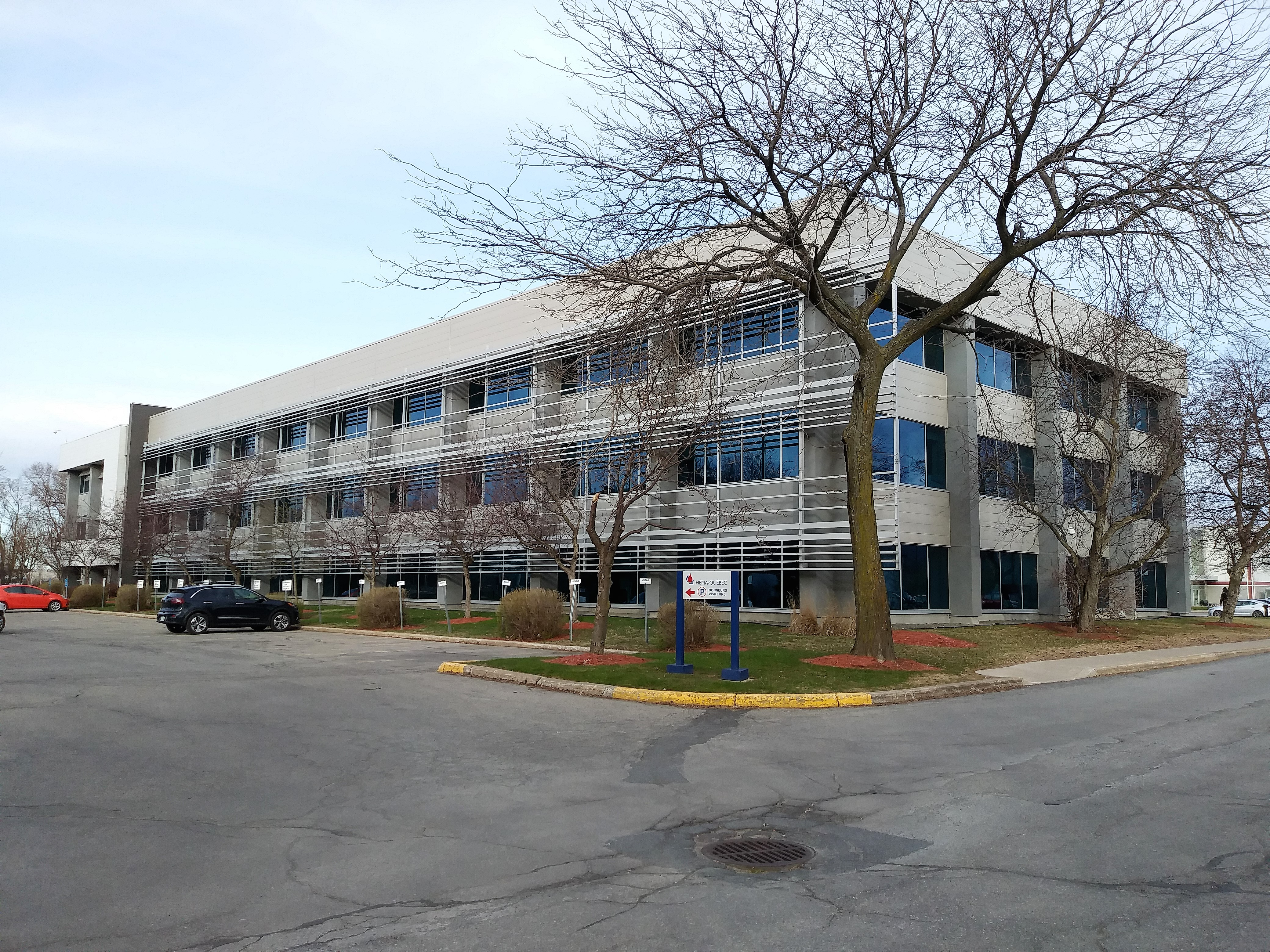
Celui de Montréal